# Социјални дијалог
Социјални дијалог је важна функција социјалне политике и социјалног рада. Најчешће се под овим појмом подразумевају различите врсте комуникација, често и супротстављених група, ради помоћи појединцима и групама угрожених субјективним или објективним околностима живота. Дијалог обухвата бригу за обезбеђивање материјалних давања, као и помоћи у виду услуга јавних служби.